# Campionato mondiale femminile di pallacanestro Under-19 2021
Il 14º Campionato mondiale femminile di pallacanestro Under-19 (noto anche come 2021 FIBA Under-19 Women's Basketball World Cup, in ungherese 2021-es FIBA 19 év alatti kosárlabda-világbajnokság) si è svolto in Ungheria nella città di Debrecen, dal 7 al 15 agosto 2021.

## Classifica finale
| Campione del Mondo | Campione del Mondo | Campione del Mondo |
| --- | ------------------ | --- |
| Stati Uniti under 194 Johnson, 5 Spear, 6 Clark, 7 Wolfenbarger, 8 Fudd, 9 DeBerry, 10 Verhulst, 11 Feagin, 12 Paopao, 13 Ware, 14 Citron, 15 Betts, All. Cori Close |                    | |
| Argento | Australia          | Australia under 194 Deeble, 5 Morgan, 6 Melbourne, 7 Loughridge, 8 Swain, 9 Dunn, 10 Prior, 11 Pollerd, 12 Evans, 13 Puoch, 14 Borlase, 15 Rees, All. David Herbert                                      |
| Bronzo | Ungheria           | Ungheria under 192 Sitku, 5 Kéita, 6 Rozmán, 10 Miklós, 13 Dombai, 14 Krasovec, 15 Rakita, 22 Gyöngyösi, 23 Telegdy, 24 Boros, 30 Madár, 66 Holcz, All. László Cziczás                                   |
| 4. | Mali               | Mali under 191 Coulibaly, 2 Sangaré, 3 S. Koné, 4 F. Koné, 5 D. Berthé, 6 S. Berthé, 7 Kouyaté, 8 Haidara, 9 Sissoko, 10 Sanou, 11 Dabou, 12 Cissé, All. Sory Diakité                                    |
| 5. | Canada             | Canada under 194 Day-Wilson, 5 Lee, 6 Mercille, 8 Demeke, 9 Wallack, 10 Ejim, 11 Hylton, 12 Alexander, 13 Zingaro, 15 Clarke, 21 Koabel, 22 Dia, All. Fabian McKenzie                                    |
| 6. | Rep. Ceca          | Rep. Ceca under 191 Zeithammerová, 2 Finková, 3 Paurová, 5 Hynková, 7 Malíková, 8 Kubíčková, 11 Fišerová, 13 Stloukalová, 14 Pokorná, 15 Vydrová, 17 Brejchová, 24 Kadlecová, All. Romana Ptáčková       |
| 7. | Spagna             | Spagna under 194 Dembele, 5 Lamana, 7 Contell, 8 de Santiago, 9 Sánchez, 10 Buenavida, 12 Alarcón, 13 Morales, 14 Garfella, 15 Capel, 16 García, 17 Suárez, All. Mario López                             |
| 8. | Russia             | Russia under 1910 Jel'berg, 12 Bočarova, 13 Jakovleva, 14 Kosu, 16 Košečkina, 23 Paškovskaja, 25 Rodionova, 31 Loginova, 51 Odincova, 77 Savkovič, 81 Sirazutdinova, 99 Tumanova, All. Aleksandr Kovalëv |
| 9. | Giappone           | Giappone under 190 Yamada, 1 Emura, 2 Hayashi, 5 Shiotani, 9 Ogita, 10 Tateyama, 14 Hirashita, 17 Santa, 36 Awatani, 42 Tanaka, 52 Matsumoto, 75 Sato, All. Natsumi Yabuuchi                             |
| 10. | Francia            | Francia under 192 Gaillard, 6 Kessler, 12 Lacan, 13 Guèye, 18 Raynaud, 19 Sida Abega, 22 Djoko, 23 Diarisso, 24 Niare, 28 Bussière, 29 Roumy, 98 Astier, All. Arnaud Guppillotte                         |
| 11. | Italia             | Italia under 195 Bovenzi, 7 Leonardi, 8 Allievi, 9 Natali, 10 Turel, 12 Spinelli, 13 Nativi, 14 Panzera, 16 Mbengue, 18 Nasraoui, 19 Colognesi, 20 Egwoh, All. Roberto Riccardi                          |
| 12. | Egitto             | Egitto under 191 Yassine, 4 Abdelhamid, 5 Ismail, 7 Mossad, 8 Kabil, 9 Abdellatif, 12 Elfiky, 20 Sadek, 35 Bahgat, 44 Hussein, 48 Elgharini, 77 Yassine, All. Sherif Azmy                                |
| 13. | Corea del Sud      | Corea del Sud under 190 Jung, 1 Sim, 2 Ko, 3 Jo, 5 Park J., 7 Park S., 11 Mun, 12 Sin, 13 Lee, 15 Park, 17 Lee, 23 Byeon, All. Park Su-ho                                                                |
| 14. | Taiwan             | Taiwan under 190 Chen, 1 Chiang H., 2 Chiang Z., 3 Tang, 4 Li, 6 Lien, 7 Chao, 9 Chen, 10 Kuo, 21 Yeh, 72 Li, 73 Wang, All. Shih Chao-chieh                                                              |
| 15. | Argentina          | Argentina under 196 Maza, 7 Vilches, 8 Sampietro, 9 Buzzetti, 10 Bazán, 11 Marín, 13 Toledano, 14 Tondi, 15 Fernández, 19 Saravia, 22 Baccareli, 23 Michel, All. Sebastián Silva                         |
| 16. | Brasile            | Brasile under 192 Maria Eduarda, 4 Raiane, 5 Beatriz, 6 Geovana, 7 Allanis, 8 Ana Paula, 9 Stephany, 11 Leticia, 12 Adrielly, 13 Maisa, 14 Bianca, 15 Maiara, All. Dyego Cavalcanti                      |